# 英國大學 (組織)
英國大學（英語：Universities UK）是英國的一家大學倡導團體，前身是英國大學校長委員會（Committee of Vice-Chancellors and Principals of the Universities of the United Kingdom，CVCP），與會人士是英國各大學校長。
1918年該團體的第一次校長諮詢會議召開，與會校長有二十一位。 2000年12月1日改現名。
該組織的工作是支持各大學的工作并謀求大學地位的提升。其下還有為蘇格蘭地區大學服務的蘇格蘭大學。

## 外部連結
- Universities UK website （页面存档备份，存于）
- Catalogue of the Universities UK archives （页面存档备份，存于）